# Lodní palivo
Většina nákladních lodí, zejména  tankery a ostatní lodě pro přepravu velkých množství surovin používají vznětové motory, které jsou schopny spalovat celé spektrum ropných destilátů – zemní plyn, alkoholy, benzín, dřevní plyn, topné oleje, motorovou naftu a dokonce i zbytková paliva.
Zejména těžší frakce ropy jsou využívány jako lodní palivo. Lodní motory jsou konstruovány jako mnohem odolnější při užívání méně čistého paliva. Z toho vyplývá, že na používaná lodní paliva jsou mnohem menší kvalitativní nároky než například na motorovou naftu, což znamená především nižší cenu.
Viskozita lodního paliva při pokojové teplotě je poměrně vysoká – připomíná spíše asfalt a v takovéto podobě není jako palivo použitelné. Proto se lodní motory startují buď s pomocí příměsi klasické motorové nafty, nebo pouze na motorovou naftu a až když dojde k zahřátí dochází k předehřívání lodního paliva (40–100 °C), které je následně použito, ale s mnohem nižší viskozitou.

## Škodlivost lodního paliva
Existují spory na téma zátěže životního prostředí spalováním lodního paliva (těžších frakcí ropy). Některé zdroje uvádějí, že pouhých 16 největších lodí na světě může vyprodukovat stejné množství oxidů síry jako všechna auta na světě.